# Gwary czadeckie
Gwary czadeckie – polsko-słowackie gwary mieszane lub przejściowe, cechujące się także wpływami małopolskimi i śląskimi. Używane przez Górali czadeckich w Czadeckiem (zwanym też Ziemią Czadecką), a także w polskich wsiach w Bukowinie południowej i wśród zamieszkujących takie państwa jak Polska, Czechy i Słowacja reemigrantów z Rumunii. Zalicza się je (według klasyfikacji Stanisława Bąka) do gwar południowośląskich (choć tradycyjnie uznaje się je za jedne z małopolskich) i dzieli się je na gwary zachodnio- i południowoczadeckie. Według językoznawców gwary czadeckie są przejściowymi gwarami śląsko-małopolsko-morawskimi. Powstały w wyniku migracji ludności na południowym Podkarpaciu i wymieszania się Polaków, Słowaków i ludności ruskiej.

## Cechy
- właściwości akcentowe (częściowo akcent na sylabie początkowej),
- iloczas,
- grupy śródgłosowe *tort, *tolt,
- rozwój prasłowiańskich głosek: *e, *e, *r,
- rozwój prasłowiańskich samogłosek *i, *y,
- miękkość spółgłosek,
- rozwój spółgłoski *g[8],
- zachowanie samogłosek nosowych w jedynie niektórych wyrazach, zaś w niektórych realizowanie ich zgodnie z regułami języka słowackiego[9],
- -ǫ tudzież -um zamiast występującego na Podhalu -om